# Pentactinia californica
Pentactinia californica is een zeeanemonensoort uit de familie Halcampoididae.
Pentactinia californica is voor het eerst wetenschappelijk beschreven door Carlgren in 1900.